# طواف كرواتيا 2016
طواف كرواتيا 2016 (بالإنجليزية: 2016 Tour of Croatia)‏ هو سباق دراجات هوائية أقيم خلال الفترة 19 أبريل 2016 ، وحتى 24 أبريل 2016 . وامتدّ لمسافة 1,038.6 كيلومتر . وهو أحد سباقات طواف أوروبا للدراجات 2016 .

## الفرق
| فرق عالمية (5)- أستانا - Dimension Data - IAM Cycling - Tinkoff - Trek-Segafredo فرق قارية محترفة (7)- أندروني جوكاتولي-سيدرمك 2016 ‏ - Bardiani CSF - CCC Development Team ‏ - غازبروم روسفيلو ‏ - تيم نوفو نورديسك ‏ - ONE Pro Cycling ‏ - Verva ActiveJet ‏ فرق قارية (9)- أدريا موبيل 2016 ‏ - Cycling Academy - Team Felt–Felbermayr ‏ - Delta Cycling Rotterdam ‏ - Kamen Pazin ‏ - Team Ljubljana Gusto Santic ‏ - Synergy Baku Cycling Project ‏ - فيرانداس ويلمز 2016 ‏ - Team Wiggins Le Col ‏ |  |
| |  |

## التصنيف العام النهائي
| \| التصنيف العام \| التصنيف العام \| التصنيف العام \| التصنيف العام \| التصنيف العام \| \| العداء \| العداء \| الفريق \| الوقت \| \| \| ------------- \| --------------------------- \| ----------------------------------------- \| ------------- \| ------------- \| \| 1 \| Matija Kvasina [الإنجليزية]‏ \| Synergy Baku Cycling Project [الإنجليزية]‏ \| \| \| \| 2 \| يسبر هانسن \| Tinkoff \| \| \| \| 3 \| فيكتور دي لا بارتي \| CCC Development Team [الإنجليزية]‏ \| \| \| |                    |                               |       |  |
| |                    |                               |       |  |
| مصادر: ProCyclingStats Cycling Quotient Cycling Archives |                    |                               |       |  |
| التصنيف العام |                    |                               |       |  |
| العداء | العداء             | الفريق                        | الوقت |  |
| 1 | Matija Kvasina ‏    | Synergy Baku Cycling Project ‏ |       |  |
| 2 | يسبر هانسن         | Tinkoff                       |       |  |
| 3 | فيكتور دي لا بارتي | CCC Development Team ‏         |       |  |

## وصلات خارجية
- طواف كرواتيا 2016 على موقع إحصائيات الدراجات الإحترافية (الإنجليزية)